# 白衣の天使
白衣の天使（はくいのてんし、英: The White Angel）は、1936年に発表されたウィリアム・ディーターレ監督によるケイ・フランシス主演のアメリカの歴史映画。この映画は、クリミア戦争中のフローレンス・ナイチンゲールの看護における先駆的な役割を描いてる。 
この映画の邦題である「白衣の天使」は、日本においては、戦地に赴くナイチンゲールのイメージに基づき、太平洋戦争中には「白衣の天使となり、白衣の勇士をみとるのが生き方だ」と学生に訓示されるなど、戦意高揚と戦時動員に利用された。

## プロット
ヴィクトリア朝のイギリス、フローレンス・ナイチンゲール（ケイ・フランシス）は看護師になることを決め、彼女の上流階級の家族を困惑させる。彼女は唯一の看護学校があったドイツへ旅する。そのトレーニングは厳しいものだったが、彼女は耐え忍び卒業する。 しかし、彼女が帰国したとき、彼女を雇うものは誰もいなかった。 
クリミア戦争が勃発した際に彼女はついにチャンスをつかむ。 有力な友人の助けと、タイムズ紙の記者フラー（イアン・ハンター）が報じたクリミアでの悲惨な戦況が新聞記事によって、彼女は何人かの看護師を募集して負傷者に対応するためにトルコに行くことを許される。 
しかし、そこでは、彼女は病院を担当していたハント博士（ドナルド・クリスプ）から強く反対される。しかし、彼女はやる気を失うことなく、すぐに彼女の患者の気持ちを勝ち取りることになる。毎晩、彼女はランプを持って何マイルにも及ぶ病棟を、自分の患者に必要なものがすべて揃っていると満足できるまで見回った。彼女のたゆまぬ努力は、死亡率を大幅に低下させる。彼女の名声は新聞によって広まり、ヘンリー・ワズワース・ロングフェローは彼女へ捧げる詩を書いた。
機会があるごとに、より早く負傷者に対応するために、トルコはシスター・コロンバ（ Eily Malyon ）にまかせ、前線まで足を運んだ。ここで再び、ハント博士によって反対に直面する。しかし、彼女は司令官のラグラン卿（ハリウェル・ホッブズ）の支持を得て、すぐに仕事にまい進していく。彼女がコレラにかかったとき、彼女は以前自分が看護したトミー（ビリー・マウチ）に世話をうける。
彼女がかろうじて回復に向かっていた時、シスター・コロンバが現れ、彼女は驚いた。その修道女は、ハント博士が彼女を追い出して、エラ・スティーブンスを代わりに選んだ、と告げる。スティーブンスは彼女が既に看護師として不採用にしていた人物である。スティーブンスのゆるいそして思いやりのない指導の下で、状況は大いに悪化した。ナイチンゲールはトルコに戻って事態を収拾させる。
戦争が終わった後、彼女はイギリスに帰国。この頃には、ハント博士でさえ彼女の成果について意見を再考するようになっていた。しかし彼の上司、陸軍次官のブロック（モンタギュー・ラブ）は、頑固に意見を変える事は無かった。ブロックはヴィクトリア女王をそそのかしてナイチンゲールに反対させようとしたが、代わりに女王はナイチンゲールにブローチを贈ることによって彼女への承認を示した。

## キャスト
- ナイチンゲール役：ケイ・フランシス
- フラー役：イアン・ハンター
- チャールズ・クーパー役：ドナルド・ウッズ
- ドクター・ウェスト役：ナイジェル・ブルース
- ドクター・ハント役：ドナルド・クリスプ
- ナイチンゲールの強力な支持者であるスコット博士役：ヘンリー・オニール
- トミー役：ビリー・マウチ